# Salma Hayek
Salma Hayek Pinault, geboren als Salma Valgarma Hayek Jiménez (Coatzacoalcos, 2 september 1966), is een Mexicaans-Amerikaanse actrice die in meer dan dertig Hollywoodfilms heeft gespeeld.

## Biografie
Haar vader komt uit Libanon en haar moeder uit Mexico. Op haar twaalfde werd ze naar een katholieke school in Louisiana in de VS gestuurd, maar toen ze daar werd weggestuurd, kwam ze bij een tante in Houston in Texas terecht. Haar vervolgopleiding in Mexico-Stad brak ze in 1991 af met de bedoeling Hollywoodactrice te worden, zeer tegen de wil van haar familie.
In 2021 kreeg Hayek een ster op de Hollywood Walk of Fame.

### Privéleven
Hayek heeft een relatie gehad met acteur Edward Norton (1999-2003) en met acteur Josh Lucas (2003-2004).
Salma Hayek trouwde op 14 februari 2009 in Parijs met de Fransman François-Henri Pinault, met wie ze van maart 2007 tot juli 2008 verloofd was. Het stel trouwde op 25 april 2009 voor een tweede keer, ditmaal vond de huwelijksplechtigheid plaats in Venetië. Samen hebben ze een dochter.
In 2017 verklaarde Hayek in een interview met The New York Times door Harvey Weinstein seksueel te zijn belaagd en met de dood te zijn bedreigd. "Hij was jarenlang mijn monster", verklaarde ze in het interview.

## Trivia
- In het liedje 'Salsa Tequila' van Anders Nilsen wordt Hayek benoemd.